# Irina Constanziu-Vlassopol
Irina Constanziu-Vlassopol (n. 19 iunie 1900, Iași – d. 1979, București), a fost prima femeie ofițer din Marina Comercială Română.

## Biografie
Fiica generalului Mihail Constanziu (comandantul Diviziei 2 Cavalerie, Iași), a făcut cursurile primare și gimnaziale prin diferitele garnizoane prin care a trecut cu tatăl său. A lucrat o vreme la o întreprindere forestieră și apoi la o sucursală a Băncii Marmorosch-Blanck. S-a căsătorit cu Spiridon Vlassopol, ofițer în rezervă al Marinei Militare Române.
La 18 februarie 1930, căpităniaportului Brăila i-a eliberat livretul de marinar cu nr. 270 și îl convinge pe soțul ei să închirieze de la Serviciul Militar Român cargoul Oituz de 5.400 tone.
A deținut postul de ofițer maritim III, ocupându-se de aprovizionarea cu alimente, evidența cheltuielilor, a conturilor și navlurilor, pe navele Dacia, Oituz (1930 – 1932). Pe cargoul Inginer N. Vlassopol, alături de soțul ei, a navigat în Marea Mediterană, Marea Nordului, Marea Baltică și a traversat Oceanul Atlantic ajungând până în porturile Buenos Aires, Rosario, Montevideo. Și-a dovedit pe deplin abilitățile de lup de mare într-o furtună din strâmtoarea Messina, când salvează nava de la naufragiu.
Divorțează în anul 1936, soțul plecând cu cele două nave deținute în străinătate unde le înmatriculează sub pavilion Panama. La 15 august 1937, de Ziua Marinei Române, Irina Constanziu-Vlassopol a fost decorată de Regele Carol al II-lea „pentru dragostea cu care a îmbrățișat marea”, cu Medalia maritimă, clasa III.
După schimbarea regimului politic, a avut de suferit de pe urma originii sale „burgheze”, neputându-se angaja decât ca femeie de serviciu. A continuat să corespondeze cu Muzeul Marinei Române din Constanța, căruia i-a încredințat memoriile și fotografiile personale. Irina Constanziu-Vlassopo moare în 1979, la București.

## Onoruri

### Numismatică
La data de 8 iunie 2015, cu prilejul împlinirii a 115 ani de la nașterea Irinei Constanziu-Vlassopol, Banca Națională a României a pus în circulație, în atenția numismaților, o monedă comemorativă de argint, având titlul de 999‰, cu valoarea nominală de 10 lei. Moneda este rotundă, având diametrul de 37 mm, și greutatea de 31,103 g. Întreaga emisiune este de calitate proof, iar cantul monedei este zimțat. Tirajul emisiunii este de 250 de exemplare. Toate piesele monetare ale emisiunii sunt ambalate în capsule de metacrilat transparent și sunt însoțite de broșuri de prezentare redactate în limbile română, engleză și franceză. În broșuri este atașat câte un certificat de autenticitate semnat de guvernatorul Băncii Naționale a României și de casierul general.